# 抗抑鬱藥停藥症候群
抗抑鬱藥停藥症候群或戒断症候群（Antidepressant discontinuation syndrome 或 withdrawal syndrome），是指中断、减少或停止连续服用的抗抑郁药至少一个月后可能出现的病症。症状包括可能有類流感疾病症狀、睡眠困难、恶心、平衡感差、感觉变化和焦慮  。问题常在三天内出现，并可能持续数月 。亦可能发生精神病，但較罕见。
停止服用任何抗抑郁药后，都可能出现抗抑鬱藥停藥症候群，包括选择性5-羟色胺再摄取抑制剂（SSRI）、5-羟色胺和去甲肾上腺素再摄取抑制剂（SNRI）、单胺氧化酶抑制剂（MAOI）和三环类抗抑郁药（TCA）。服药时间较长且所用药物的半衰期较短者，风险更高。发生的根本原因尚不清楚。根症状诊断。
预防方法包括对那些希望停药的人，已逐渐减少剂量取代直接停藥，雖然在逐渐减量的过程中也可能会出现症状  。治疗包括重新开始服药並缓慢减藥的速度。也可改用較长效的抗抑郁药氟西汀，再逐渐减量。
突然停用抗抑郁药的患者大约 20% 至 50% 会出現抗抑鬱藥停藥症候群  。病症通常并不严重， 但有近半出现症状者自認病情严重。部分患者因症状严重而重新开始服用抗抑郁药。